# Ерпо фон Боденгаузен
Барон Ерпо Крафт Бодо Ернст Густав Вільке фон Боденгаузен (нім. Erpo Kraft Bodo Ernst Gustav Wilke Freiherr von Bodenhausen; 12 квітня 1897 — 9 травня 1945) — німецький воєначальник, генерал-лейтенант вермахту. Кавалер Лицарського хреста Залізного хреста.

## Біографія
Представник давнього нижньосаксонського роду, відомого з XII століття. Третій з п'яти дітей генерал-майора барона Артура Бернгарда Густава Вільке фон Боденгаузена і його дружини Елізабет Гелени, уродженої фон Коппенфельс. Батько загинув у бою 22 серпня 1914 року, мати — під час бомбардування Дрездена 13 лютого 1945 року.

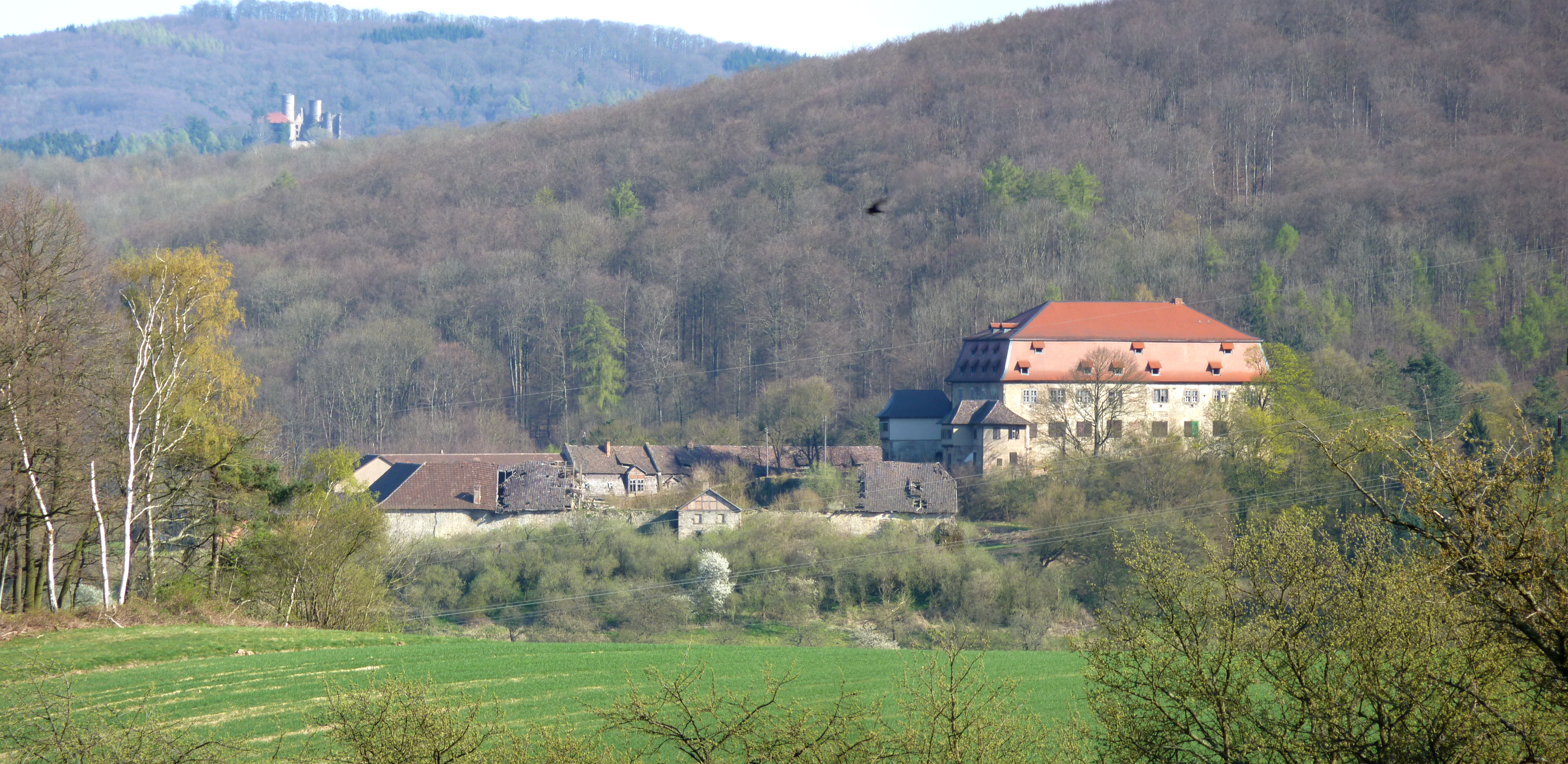
Замок Арнштайн, в якому народився Боденгаузен.

2 жовтня 1914 року вступив в Прусську армію. Учасник Першої світової війни. Після демобілізації армії залишений в рейхсвері. З 10 листопада 1938 року — командир 2-го дивізіону 8-го кавалерійського стрілецького полку (з 1 квітня 1940 року — 2-го батальйону 8-го піхотного полку). Учасник Польської і Французької кампаній. З грудня 1940 року — командир 28-го стрілецького полку. Учасник Балканської кампанії і Німецько-радянської війни. Восени 1941 року поранений. З травня 1942 року — командир 23-ї стрілецької (з липня — танково-гренадерської) бригади. В листопаді 1942 року відправлений в резерв фюрера. З січня 1943 року — керівник училища полкових командирів швидких частин при танковому училищі Вюнсдорфа. З 1 березня 1943 року — командир 12-ї танкової дивізії (з перервою від 3 червня до 16 липня 1944 року), з 12 квітня 1945 року — 50-го армійського корпусу. Наклав на себе руки.

## Звання
- Фанен-юнкер (2 жовтня 1914)
- Фанен-юнкер-унтерофіцер (1 квітня 1915)
- Фенріх (16 травня 1915)
- Лейтенант без патенту (5 липня 1915) — 23 квітня 1918 року отримав патент від 19 грудня 1915 року.
- Оберлейтенант (31 липня 1925)
- Гауптман (1 грудня 1931)
- Майор (1 березня 1936)
- Оберстлейтенант (1 квітня 1939)
- Оберст (17 грудня 1941)
- Генерал-майор (20 квітня 1943)
- Генерал-лейтенант (8 листопада 1943)

## Нагороди
- Залізний хрест
  - 2-го класу (12 жовтня 1915)
  - 1-го класу (6 жовтня 1917)
- Нагрудний знак «За поранення» в чорному
- Почесний хрест ветерана війни з мечами
- Медаль «За вислугу років у Вермахті» 4-го, 3-го, 2-го і 1-го класу (25 років)
- Застібка до Залізного хреста
  - 2-го класу (22 вересня 1939)
  - 1-го класу (30 вересня 1939)
- Нагрудний знак «За танкову атаку» в бронзі
- Нагрудний знак «За поранення» в чорному
- Німецький хрест в золоті (31 січня 1942)
- Медаль «За зимову кампанію на Сході 1941/42» (3 жовтня 1942)
- Лицарський хрест Залізного хреста (15 грудня 1943)
- Двічі відзначений у Вермахтберіхт (18 лютого і 28 грудня 1944)
- Нарукавна стрічка «Курляндія»

10 березня 1945 року представлений до нагородження Лицарським хрестом Залізного хреста з дубовим листям, але 15 березня пропозиція була відхилена.